# Félix González Bernal
Félix González Bernal (Carasi, Bolivia; 21 de febrero de 1960) es un abogado, periodista y ex alcalde boliviano. Fue también el gobernador del departamento de Potosí desde el 4 de abril de 2010 hasta el 31 de mayo de 2015, durante el segundo gobierno del presidente Evo Morales Ayma.

## Biografía
Félix Gonzales nació el 21 de febrero de 1960 en el cantón de Carasi, perteneciente al municipio de Toro Toro del departamento de Potosí, Bolivia. Desde su nacimiento, González perteneció a una familia de 9 hijos.
En 1969, a sus 9 años, empezó a trabajar como ayudante de albañil y como empleado de hotel. Durante su juventud en la década del 70, viaja a la ciudad de Cochabamba donde empezó a trabajar como empleado público en la Universidad Mayor de San Simón.
González hizo sus estudios primarios y secundarios en su municipio natal saliendo bachiller en 1979. Continuó con sus estudios superiores trasladándose a la ciudad de La Paz para ingresar a la carrera de comunicación social de la Universidad Mayor de San Andrés titulándose como periodista. Entró también a la carrera de derecho de la misma universidad graduándose como abogado donde adquirió varias maestrías. Actualmente González está casado y tiene dos hijos.

## Vida política
La vida política de González empieza como dirigente vecinal de su zona para luego ser fundador del partido político Alianza Social (AS). Postuló también sin éxito al cargo de diputado plurinominal.
En 1994 fue elegido alcalde cantonal de Carasi y 10 años después, mediante elecciones municipales por sufragio, fue elegido como alcalde del municipio de Toro Toro en 2004.

## Gobernador de Potosí (2010-2015)
En marzo de 2010, González fue candidato al cargo de gobernador del Departamento de Potosí en las elecciones subnacionales. El 4 de abril de 2010 salió ganador, posesionándose un mes después como gobernador departamental.
El 10 de noviembre de 2015, Gonzàlez fue nombrado director del Servicio Nacional de Áreas Protegidas de Bolivia (SERNAP).